# Lombardiet Rundt 2012
Lombardiet Rundt 2012 er den 106. udgav af Lombardiet Rundt. Løbet bliver afviklet fra d. 29. september, som en del af UCI World Tour 2012. Løbet er  251 km langt og har både start i  Bergamo og mål i  Lecco, Italien.

## Hold
| - Acqua & Sapone - Ag2r-La Mondiale - Androni Giocattoli-Venezuela - Astana Pro Team - Argos-Shimano - BMC Racing Team - Colnago-CSF Bardiani - Colombia-Coldeportes - Euskaltel-Euskadi - Farnese Vini-Selle Italia - FDJ-BigMat - Garmin-Sharp - Lampre-ISD | - Liquigas–Cannondale - Lotto-Belisol - Omega Pharma-Quick Step - Orica-GreenEDGE - Rabobank - Team Saxo Bank-Tinkoff Bank - Team Katusha - Movistar Team - RadioShack-Nissan-Trek - Team Sky - Skabelon:Cykelholddata UNA - Vacansoleil-DCM |

## Resultat
|    | Rytter                   | Hold                        | Tid        | UCI World Tour Point |
| -- | ------------------------ | --------------------------- | ---------- | -------------------- |
| 1  | Joaquim Rodríguez (ESP)  | Team Katusha                | 6t 36' 26" | 100                  |
| 2  | Samuel Sanchez (ESP)     | Euskaltel-Euskadi           | +9"        | 80                   |
| 3  | Rigoberto Urán (COL)     | Team Sky                    | +9"        | 70                   |
| 4  | Mauro Santambrogio (ITA) | BMC Racing Team             | +9"        | 60                   |
| 5  | Sergio Henao (COL)       | Team Sky                    | +9"        | 50                   |
| 6  | Ryder Hesjedal (CAN)     | Garmin-Sharp                | +9"        | 40                   |
| 7  | Bauke Mollema (NED)      | Rabobank                    | +9"        | 30                   |
| 8  | Oliver Zaugg (SUI)       | RadioShack-Nissan-Trek      | +9"        | 20                   |
| 9  | Alberto Contador (ESP)   | Team Saxo Bank-Tinkoff Bank | +9"        | 10                   |
| 10 | Fredrik Kessiakoff (SWE) | Astana Pro Team             | +9"        | 4                    |